# Ateliers de construction d'Issy-les-Moulineaux (AMX)

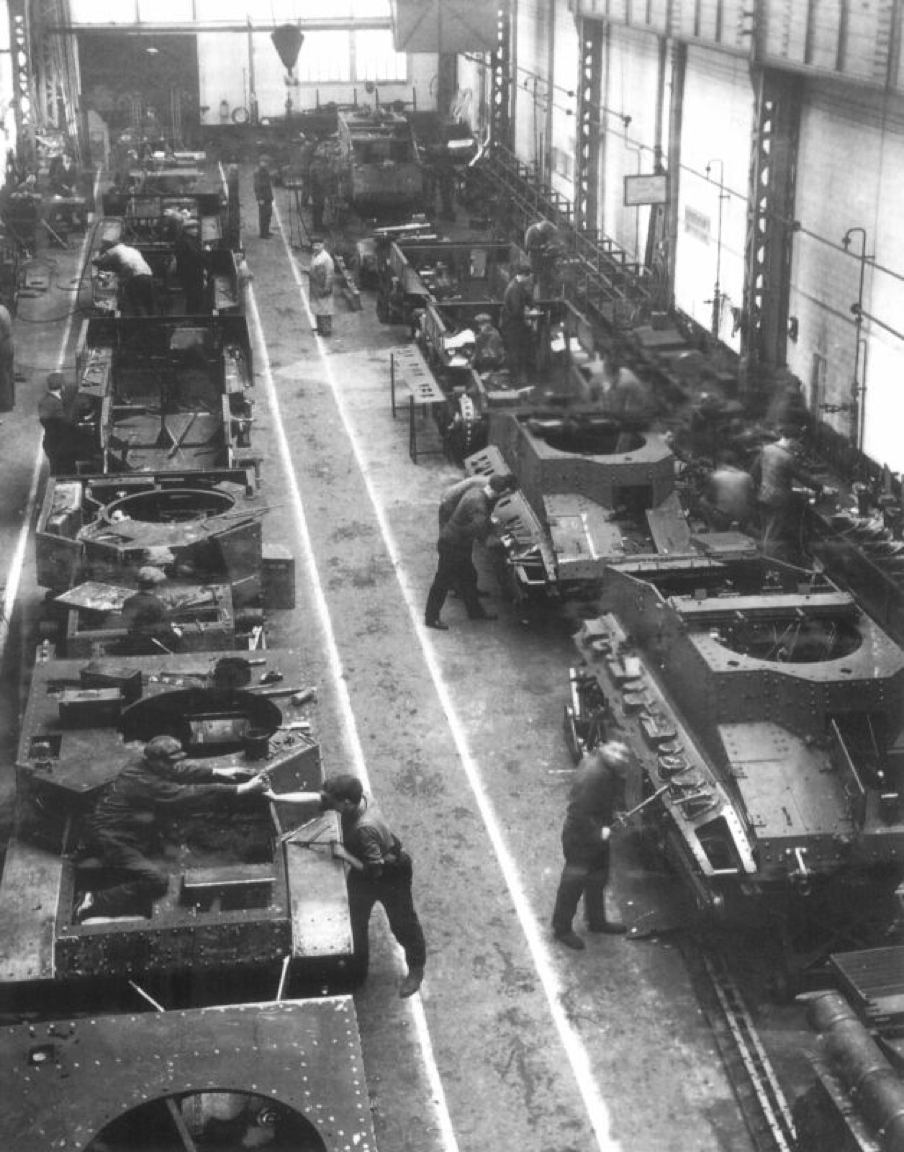
Linha de produção de tanques AMC 35 em 1935 na oficina de construção de Issy-les-Moulineaux, então ainda propriedade da Renault.

Os Ateliers de Construction d'Issy-les-Moulineaux (ou AMX com A para A teliers e MX para Moulineau X) nasceram da nacionalização das fábricas da Renault em Issy-les-Moulineaux em 1936. Os ateliers de construction (em português:  Oficinas de construção) especializaram-se na construção de veículos blindados para o exército francês. Daí o nome dos tanques AMX-13 e AMX-30. Posteriormente, será transferido para o planalto de Satory. Na mesma linha, APX significava “Atelier de Construction de Puteaux” e ARE designava os Ateliers de Roanne.

## Modelos estudados e/ou produzidos
Em 1936, o governo de Léon Blum nacionalizou o escritório de desenvolvimento de Issy-les-Moulineaux, construído por Louis Renault, bem como as oficinas de montagem e testes localizadas no Quai Stalingrado, em Toulon.
Os modelos abaixo não foram todos produzidos em série neste estabelecimento, a AMX, depois de sair do controle da Renault, dedicou-se mais particularmente ao estudo e criação de protótipos de tanques e à produção de veículos específicos em pequenas séries durante a sua mudança para o planalto de Satory, as oficinas serão posteriormente transferidas para o planalto de Satory, capital de Yvelines, onde será agrupado com a APX (Oficina de construção de Puteaux).
Após o fim da Segunda Guerra Mundial, em 1949, estas fábricas, que assistiram à construção dos tanques de 1914 e 1940, desenvolveram o protótipo do AMX-13 que será fabricado em Roanne numa unidade que existe até hoje e que agora é subordinada à empresa Nexter.

### Estudos e produção
- AMX-13 e suas variantes e derivados (75mm, 90mm, AMX-13 VCI , etc.)
- AMX 38 (protótipo)
- AMX 40 (1940)

### Estudos próprios
- AMX-10
- AMX-10RC
- AMX-30
- AMX-30E
- AMX-32
- AMX-40
- AMX-50
- AMX AuF1
- Char Leclerc
- ELC AMX